# Patenocarpus
Patenocarpus, monotipski rod crvenih algi iz porodice Liagoraceae. Taksonomski je priznat kao zaseban rod a jedina vrsta je P. paraphysiferus, morska alga s tipskim lokalitetom u otočju Ryukyu, a pronađena je i kod obale Zapadne Australije.

## Vanjske poveznice
- The structure and reproduction of Patenocarpus paraphysi/erus gen. et sp. nov. (Dermonemataceae, Nemaliales, Rhodophyta)

|  | Zajednički poslužitelj ima još gradiva o temi Patenocarpus |
|  | Wikivrste imaju podatke o taksonu Patenocarpus             |